# پنجاه و هشتمین مراسم جایزه گرمی
جوایز گرمی ۲۰۱۶ روز دوشنبه ۱۵ فوریه ۲۰۱۶ در استیپلز سنتر لس آنجلس برگزار شد. جوایز این مراسم به بهترین خوانندگان، ترانه‌سرایان و آهنگ‌سازان فعال در بین ۱ اکتبر ۲۰۱۴ تا ۳۰ سپتامبر ۲۰۱۵ رسید. پیش برنامه تلویزیونی مراسم، که به صورت رسمی به اسم مراسم افتتاحیه شناخته شده‌است و در آن اکثر جوایز را اهدا می‌کنند نزدیک به محل مراسم در تئاتر مایکروسافت برگزار شد. این شانزدهمین بار است که مراسم در استیپلز سنتر برگزار می‌شود. همچنین این مراسم در دیرترین تاریخ از سال ۲۰۰۳ به بعد برگزار شد. مراسم سال ۲۰۰۳ در ۲۳ فوریه اجرا شد.
برخلاف سال‌های قبل که مراسم در روز یکشنبه برگزار می‌شد، نسخه ۲۰۱۶ آن برای اولین بار در روز دوشنبه اجرا شد که با بهره‌گیری از تعطیلات طولانی مدت روز رئیس‌جمهوری آمریکا همراه بود. مراسم در ایالات متحده توسط سی‌بی‌اس به پخش درآمد. برای اولین بار سی‌بی‌اس وابسته به نیمه غربی کشور حق پخش زنده مراسم گرمی از نیمه شرقی کشور را داشت به علاوه حق پخش تکرار در زمان‌های پربیننده محلی.
نامزدان ۵۸مین مراسم جایزه گرمی، در ۷ دسامبر ۲۰۱۵ اعلام شدند. کندریک لامار با ۱۱ نامزدی بیشترین تعداد نامزدی را دریافت کرد. او چهارمین رپری است که توانست بیشترین نامزدی را در یک شب به دست بیاورد. او موفق به شکست رکورد امینم و کانیه وست که ۱۰ نامزدی در یک شب بودند شد. همچنین در کل او در جایگاه دوم بیشترین تعداد نامزدی در یک شب پس از مایکل جکسون (با ۱۲نامزدی در سال ۱۹۸۴) قرار گرفت. پس از او تیلور سوئیفت و د ویکند با ۷ نامزدی بیشترین تعداد نامزدی را دریافت کردند. آهنگساز مکس مارتین نیز با ۶ نامزدی بیشترین تعداد نامزدی را به عنوان هنرمند غیراجرایی دریافت کرد. ال ال کول جی برای پنجمین سال متوالی میزبان این مراسم بود. موزیک ویدئو «مرا شبیه خودت کن» از گوئن استفانی در حین چهار دقیقه پیام‌های بازرگانی گرمی که از سی بی اس پخش می‌شد، اجرا، فیلمبرداری و به صورت زنده پخش شد.
کندریک لامار با کسب ۵ جایزه از جمله جایزه بهترین آلبوم رپ، بیشترین تعداد جایزه را دریافت کرد. تیلور سوئیفت با کسب سه جایزه از جمله جایزه آلبوم سال که برای آلبوم ۱۹۸۹ دریافت کرد به تنها زنی تبدیل شد که توانسته دو بار جایزه آلبوم سال را به عنوان هنرمند اصلی کسب کند. همچنین آلاباما شیکز، سه جایزه از جمله جایزه بهترین آلبوم آلترناتیو را کسب کرد. اد شیرن دو جایزه از جمله جایزه بهترین ترانه سال را برای ترانه بلند بلند فکر کردن کسب کرد. مارک رانسون و برونو مارس جایزه رکورد سال را برای ترانه فانک بالاشهری کسب کردند و مگان ترینر جایزه بهترین هنرمند جدید را کسب کرد.

## اجراکنندگان
| هنرمند(ان)                                                       | ترانه(ها) |
| ---------------------------------------------------------------- | --- |
| تیلور سوئیفت                                                     | "آسودگی" |
| کری آندروود سم هانت                                              | "عجله نکن" "تپش قلب" |
| د ویکند                                                          | "صورتم را نمی‌توانم حس کنم" "در شب"                                                                                                |
| الی گولدینگ آندرا دی                                             | "واقعاً عاشقم باش" "به بالا بیا"                                                                                                   |
| جان لجند دمی لواتو لوک برایان مگان ترینر ترسی گیبسون لایونل ریچی | بزرگداشت لایونل ریچی «آسان» «سلام» «عاشق پنی» «تو هستی» «خانه آجری» "تمام طول شب (تمام شب)"                                       |
| لیتل بیگ تاون                                                    | "حس دخترانه" |
| استیوی واندر پنتاتونیکس                                          | بزرگداشت ماوریس وایت "جهان این‌گونه است"                                                                                           |
| ایگلز برنی لیدن جکسون براون                                      | بزرگداشت گلن فرای "سخت نگیر" |
| توری کلی جیمز بی                                                 | "توخالی" "بگذار برود" |
| بازیگران همیلتون                                                 | "الکساندر همیلتون" (زنده از تئاتر ریچارد راجرز)                                                                                   |
| کندریک لامار                                                     | "سیاه مثل تمشک" "بسیار خوب" "بدون عنوان ۰۵ \| ۰۹٫۲۱٫۲۰۱۴ "                                                                        |
| میگل گرگ فیلینگنز                                                | بزرگداشت مایکل جکسون "او در زندگی‌ام نیست"                                                                                         |
| ادل                                                              | "تمام چیزی که می‌خواهم" |
| جاستین بیبر دیپلو اسکریلکس                                       | "خودت را دوست داشته باش" "الان کجایی"                                                                                             |
| لیدی گاگا نیل راجرز                                              | بزرگداشت دیوید بویی "شگفتی فضا" «تغییرات» «تخیل زیگی» «شهر سافراجت» «شورشی شورشی» «روش» «شهرت» «تحت فشار» «بزن برقصیم» «قهرمانان» |
| کریس استیپلتون گری کلارک جی آر. بانی ریت                         | بزرگداشت بی. بی. کینگ "هیجان از بین رفته‌است"                                                                                      |
| آلاباما شیکز                                                     | "نمی‌خواهم بجنگم" |
| خون آشامان هالیوود                                               | بزرگداشت لمی "همانقدر بد هستم" «آس پیک»                                                                                           |
| جوی الکساندر                                                     | اجرای تک نوازی پیانو |
| پیت‌بول سوفیا ورگارا رابین تیک تراویس بارکر جو پری                | "تاکسی" "مرد بد" |

- اجرای ریحانا نیز که از پیش برنامه‌ریزی شده بود به دلیل برونشیت حاد او و وضعیت جدی و وخیمش برگزار نشد.

## اهدا کنندگان و معرفی کنندگان
- آیس کیوب و اوشی جکسون جی آر. جایزه بهترین آلبوم رپ را اهدا کردند.
- انکوئن بولدن و ون میلر - سم هانت و کری آندروود را معرفی کردند.
- آریانا گرانده - د ویکند را معرفی کرد.
- سلنا گومز - الی گولدینگ و آندرا دی را معرفی کرد.
- کم و گری سینایس جایزه بهترین آلبوم کانتری را اهدا کردند.
- جیمز کوردن و ال ال کول جی - لوک برایان، جان لجند، دمی لواتو، مگان ترینر و ترسی را معرفی کردند.
- رایان سیکرست - لیتل بیگ تاون را معرفی کرد.
- پنتاتونیکس و استیوی واندر جایزه ترانه سال را اهدا کردند.
- آنا کندریک - جیمز بی و توری کلی را معرفی کرد.
- استیون کلبر - همیلتون را معرفی کرد.
- دان چیدل - کندریک لامار را معرفی کرد.
- ست مک‌فارلن جایزه بهترین آلبوم موسیقی تئاتر را اهدا کرد.
- میگل جایزه بهترین اجرا راک را اهدا کرد.
- برونو مارس - ادل را معرفی کرد.
- کیلی کوئوکو - جاستین بیبر، دیپلو و اسکریلکس را معرفی کرد.
- سم اسمیت جایزه بهترین هنرمند جدید را اهدا کرد.
- اد شیرن - لیدی گاگا را معرفی کرد.
- بانی ریت - گری کلارک جی آر. و کریس استیپلتون را معرفی کرد.
- ال ال کول جی - آلاباما شیکز را معرفی کرد.
- دیو گرول - خون آشامان هالیوود را معرفی کرد.
- کامن و نیل پورتنو - جوی الکساندر را معرفی کردند و دربارهٔ جریان موسیقی و طرح‌های مختلف NARAS صحبت کردند.
- ارت، ویند اند فایر جایزه آلبوم سال را اهدا کردند.
- بیانسه جایزه رکورد سال را اهدا کرد.

## نامزدها و برندگان
توجه: برندگان به حالت پررنگ درآمده‌اند.

### اصلی

#### رکورد سال
- فانک بالاشهری - مارک رانسون به همراه برونو مارس
- عشق واقعی - دی آنجلو و ونگوارد
- بلند بلند فکر کردن - اد شیرن
- فضای خالی - تیلور سوئیفت
- صورتم را نمی‌توانم حس کنم - د ویکند

#### آلبوم سال
- ۱۹۸۹ - تیلور سوئیفت
- صدا و رنگ - آلاباما شیکز
- جاکشی پروانه - کندریک لامار
- مسافر - کریس استیپلتون
- زیبایی پشت دیوانگی - د ویکند